# Gallspach
Gallspach è un comune austriaco di 2 843 abitanti nel distretto di Grieskirchen, in Alta Austria; ha lo status di comune mercato (Marktgemeinde).